# Vampire Detective
Vampire Detective (hangul: 뱀파이어 탐정; rr: Baempaieo Tamjeong) é uma série sul-coreana exibida pelo canal OCN de 27 de março a 12 de junho de 2016, estrelada por Lee Joon, Oh Jung-se e Lee Se-young.

## Elenco

### Elenco principal
- Lee Joon como Yoon San
- Oh Jung-se como Yong Goo-Hyung
- Lee Se-young como Han Gyeo-Wool

### Elenco de apoio
- Lee Chung-ah como Yo-Na
- Jo Bok-Rae como Kang Tae-Woo
- Ahn Se-ha como detetive Park
- Jei como Se-Ra
- Kim Ki-moo como Doctor Hwang
- Choi Gwi-hwa como Jang Tae Shik
- Kim Ha-rin
- Jo Won-hee
- Han Ho-yong
- Lee Hae-young

### Elenco de convidados
- Kim Yoon-hye como Jung Yoo-Jin
- Han Soo-yeon como Yeon Joo
- Jae Hee como Han Gyo-min
- Kim Nan-hee
- Choi Song-hyun como Seo Seung-Hee
- Park Jin-joo como funcionário de rádio
- Kim Young-jae como Kim Kyung-Soo

## Classificações
Nota: A cor azul indica mais baixa, enquanto a cor vermelha indica mais alta classificação.
| Episode | Date                | AGB    | TNmS |
| ------- | ------------------- | ------ | ---- |
| 1       | 27 de março de 2016 | 1.092% | 0.8% |
| 2       | 3 de abril de 2016  | 1.318% | 0.9% |
| 3       | 10 de abril de 2016 | 1.034% | 0.9% |
| 4       | 17 de abril de 2016 |        |      |
| 5       | 24 de abril de 2016 |        |      |
| 6       | 1 de maio de 2016   |        |      |
| 7       | 8 de maio de 2016   |        |      |
| 8       | 15 de maio de 2016  |        |      |
| 9       | 22 de maio de 2016  |        |      |
| 10      | 29 de maio de 2016  |        |      |
| 11      | 5 de junho de 2016  |        |      |
| 12      | 12 de junho de 2016 |        |      |

Nota: Este drama vai ao ar no canal de televisão por assinatura que tem menos espectadores do que os canais de televisão aberta.